# إلسا أوسوريو
إلسا أوسوريو (بالإسبانية: Elsa Osorio) هي كاتِبة أرجنتينية، ولدت في 1952 في بوينس آيرس في الأرجنتين.